# عصر الذئاب (فلم)
عصر الذئاب هو فيلم درامي مصري من إنتاج سنة 1986، من إخراج سمير سيف، وتأليف إبراهيم مسعود، ومن بطولة نور الشريف، وعادل أدهم، وليلى علوي، وسمير صبري، وهدى رمزي.

## ملخص القصة
حنان سكرتيرة لدى شوكت رجل الأعمال الذي يتاجر في الأسلحة، يراقب شوكت من أجهزة الأمن والشرطة كما تهاجمه الصحافية سامية بمقالاتها دون جدوى، يهدد شوكت حنان ويستحوذ عليها بعد سفر خطيبها أحمد للعمل بإحدى الدول العربية كمدرس ألعاب، وتفشل محاولاتها للهرب واللحاق بخطيبها.

## طاقم التمثيل
- نور الشريف بدور أحمد
- عادل أدهم بدور شوكت زاهر
- ليلى علوي بدور حنان
- سمير صبري بدور محيي
- هدى رمزي بدور سامية لبيب
- فكري صادق بدور بهجت
- سهيلة فرحات بدور فاطمة
- مروة الخطيب بدور ميرفت
- أحمد أبو عبية بدور أحمد حسين
- محمد الأدنداني
- محمد أبو داوود
- حسين الشريف
- حمدي مرسي
- مختار السيد

### ضيف الشرف
- صلاح ذو الفقار بدور مدير المباحث

## وصلات خارجية
- مقالات تستعمل روابط فنية بلا صلة مع ويكي بيانات